# Европско првенство у атлетици на отвореном 1946 — 400 метара за мушкарце
Трка на 400 м у мушкој конкуренцији на 3. Европском првенству у атлетици 1946. одржана је 23. августа на стадиону Бислет у Ослу.
Титулу освојену у Паризу 1938, није бранио Годфри Браун из Уједињеног Краљевства.

## Земље учеснице
Учествовало је 15 такмичара из 12 земаља.
1. Белгија (1)
2. Данска (2)
3. Исланд (1)
4. Италија (1)
5. Пољска (1)
6. Совјетски Савез (1)
7. Уједињено Краљевство (2)
8. Француска (1)
9. Холандија (1)
10. Чехословачка (1)
11. Швајцарска (1)
12. Шведска (2)

## Рекорди
| Рекорди пре почетка Европског првенства 1938. | Рекорди пре почетка Европског првенства 1938. | Рекорди пре почетка Европског првенства 1938. | Рекорди пре почетка Европског првенства 1938. | Рекорди пре почетка Европског првенства 1938. |
| --------------------------------------------- | --------------------------------------------- | --------------------------------------------- | --------------------------------------------- | --------------------------------------------- |
| Светски рекорд                                | Рудолф Харбиг Немачка                         | 46,0                                          | Франкфурт Немачка                             | 12. август 1939.                              |
| Светски рекорд                                | Гровер Кемерер САД                            | 46,0                                          | Филаделфија, САД                              | 29. јун 1941.                                 |
| Европски рекорд                               | Рудолф Харбиг Немачка                         | 46,0                                          | Франкфурт Немачка                             | 12. август 1939.                              |
| Рекорди европских првенстава                  | Годфри Браун Уједињено Краљевство             | 47,4                                          | Париз, Француска                              | 4. септембар 1938.                            |

## Освајачи медаља
|                            |                     |                                |
| Нилс Холст-Серенсен Данска | Жак Линис Француска | Дерек Пуг Уједињено Краљевство |

## Резултати

### Квалификације
Такмичење је одржано 23. августа. У финале су се пласирала по прва двојица из све три квалификационе групе (КВ)
| Место | Група | Атлетичар           | Земља                | Резултат | Бел. |
| ----- | ----- | ------------------- | -------------------- | -------- | ---- |
| 1.    | 2     | Нилс Холст-Серенсен | Данска               | 48,2     | КВ   |
| 2.    | 2     | Вилијам Робертс     | Уједињено Краљевство | 48,5     | КВ   |
| 3.    | 1     | Жак Лини            | Француска            | 48,6     | КВ   |
| 4.    | 2     | Стиг Линдгорд       | Шведска              | 48,7     |      |
| 5.    | 2     | Сергеј Комаров      | Совјетски Савез      | 48,8     |      |
| 6.    | 1     | Дерек Пуг           | Уједињено Краљевство | 48,9     | КВ   |
| 7.    | 3     | Херман Кунен        | Белгија              | 49,5     | КВ   |
| 8.    | 3     | Свен-Ерик Нолинге   | Шведска              | 49,0     | КВ   |
| 9.    | 3     | Луиђи Патерлини     | Италија              | 49,1     |      |
| 10.   | 1     | Оскар Хардмајер     | Швајцарска           | 49,5     |      |
| 11.   | 1     | Антон Блок          | Швајцарска           | 49,6     |      |
| 12.   | 1     | Гунар Бергстен      | Данска               | 50,3     |      |
| 13.   | 3     | Леополд Лазничка    | Чехословачка         | 50,4     |      |
| 14.   | 1     | Клартан Јохансон    | Исланд               | 50,7     | НР   |
| 15.   | 2     | Адам Пјаскови       | Пољска               | 52,6     |      |

### Финале
Финале је одржано 23. августа у 15.10.
| Место | Атлетичар           | Земља                | Резултат | Бел. |
| ----- | ------------------- | -------------------- | -------- | ---- |
|       | Нилс Холст-Серенсен | Данска               | 47,9     |      |
|       | Жак Лини            | Француска            | 48,3     |      |
|       | Дерек Пуг           | Уједињено Краљевство | 48,9     |      |
| 4.    | Свен-Ерик Нолинге   | Шведска              | 48,9     |      |
| 5.    | Вилијам Робертс     | Уједињено Краљевство | 49,5     |      |
| -     | Херман Кунен        | Белгија              | НС       |      |

## Укупни биланс медаља у трци на 400 метара за мушкарце после 3. Европског првенства 1934—1946.
|    | Земља                |   |   |   |   |
| -- | -------------------- | - | - | - | - |
| 1. | Немачка              | 1 | 0 | 1 | 2 |
| 2. | Уједињено Краљевство | 1 | 0 | 1 | 2 |
| 3. | Данска               | 1 | 0 | 0 | 1 |
| 4. | Француска            | 0 | 2 | 0 | 2 |
| 5. | Холандија            | 0 | 1 | 0 | 1 |
| 6. | Шведска              | 0 | 0 | 1 | 1 |
|    | Укупно {6}           | 3 | 3 | 3 | 9 |

|                                       | Атлетичар                             | Земља                                 |                                       |                                       |                                       |                                       |
| Није био вишеструких освајача медаља. | Није био вишеструких освајача медаља. | Није био вишеструких освајача медаља. | Није био вишеструких освајача медаља. | Није био вишеструких освајача медаља. | Није био вишеструких освајача медаља. | Није био вишеструких освајача медаља. |
| ------------------------------------- | ------------------------------------- | ------------------------------------- | ------------------------------------- | ------------------------------------- | ------------------------------------- | ------------------------------------- |